# Lazany
Lazany (Hongaars: Bajmóclazán) is een Slowaakse gemeente in de regio Trenčín, en maakt deel uit van het district Prievidza.
Lazany telt 1.640 inwoners.